# 合金獵犬
《合金獵犬》是由日本From Software製作，SEGA發行的Xbox 360平台3D動作射擊遊戲，於2006年6月29日正式發售。多人連線伺服器已於日本時間2010年1月7日16時59分停止服務。

## 概要
受到太陽閃焰異常活動的影響，地球上的精密電子儀器與長距離無線通訊幾乎無法使用。以在黑海旁稱為尼洛姆斯（Neroimus）的架空地區(位置可能在現實高加索山南方)為舞台，塔拉其亞、沙卡爾、摩士可伊三個架空國家為爭奪該地區霸權的而爆發戰爭。
玩家扮演多國聯合軍事工業組織「洛夫夏凱爾(Rafzkael)」所派遣的傭兵，操縱本作特有的機動兵器「HOUND」，為所選定的國家效力對抗其他國家的玩家。本作以多人連線對戰為主軸（絕大多數的HOUND零組件無法在單機模式下使用），最多六人一個分隊（Squad）進行六對六的對戰，單人模式則敘述三個國家間的摩擦衝突以致開戰的過程。
本作特色是除了裝有NA（Network Area=通訊網域）產生器的機體以外，無法以目視以外的方法得知敵軍在地圖上的所在位置。各機體都裝有偵測物體的聲納，但是聲納無法偵測靜止物體及辨識敵我。機體間的即時對話通訊（VC=Voice Chat）只有雙方機體都在己方NA區域內才有效（若我方無人裝置NA產生器，在佔領地圖上的可產生NA的通訊塔「COMBAS」之前完全無法語音通聯），但所有機體裝置笨重耗電的NA產生器又會大幅限制機體的性能，因此為確保團隊合作與通訊暢通，指揮機裝設NA產生器，斥候機佔領通訊塔，其餘機體專職戰鬥等職位是比較有效率的做法，多人對戰下通訊聯絡的重要性在本作表露無疑。

## 年表
本作品所依據的架空年表。
| 1945    | 第二次世界大戰結束，軍武需求降低。各國軍事工業與軍火商集結成立洛夫夏凱爾。                                                                           |
| 1960    | 美蘇太空競賽。進行低重力下二足步行推進的新型車輛的研究。                                                                                             |
| 1960    | 越戰（1960-1975）美軍試作型戰車小隊投入在不平整地面的行進能力測試實驗。                                                                              |
| 1970    | 實驗設施遭受攻擊，實驗部隊遭殲滅。關係人與實驗資料散落，被洛夫夏凱爾回收提供給旗下組織。                                                             |
| 1980/09 | 兩伊戰爭爆發。 |
| 1980/10 | 洛夫夏凱爾開發具備武器換裝與腳部驅動的第一期型新型戰車ACV（Advanced Combat Vehicles）。                                                              |
| 1980/11 | 太陽表面閃焰活動擴大。 |
| 1981/02 | 太陽表面陸續發生史上最大的閃焰活動。各地遭受嚴重的通訊障礙，各種基礎設施重創。流通停止引發嚴重物資不足。                                             |
| 1981/03 | 美、蘇、中依序出現物資不足的犧牲者，並發展成大暴動。                                                                                                 |
| 1981/04 | 波羅的海獨立紛爭。波羅的海三小國趁內部混亂宣布自蘇聯獨立，與政府軍發生衝突。                                                                         |
| 1981/07 | 東歐紛爭。波羅的海紛爭擴大到整個東歐。 |
| 1981/07 | 內部政局不安的美國，眼見東歐紛爭的影響，感到東歐戰爭爆發的危機，國內孤立主義逐漸抬頭。                                                               |
| 1981/08 | 雷根主義發表。宣言以安定國內局勢為優先，不介入外國紛爭。將駐外軍隊集中於本土進行再配備。廢棄美日安保條約等軍事條約，招回駐外美軍。                   |
| 1981/09 | 日中首腦會談。面對基礎建設重建、反政府運動高漲、尋求擴軍與軍隊現代化的中國，以及因美國撤離駐軍造成國家安全與資源確保問題的日本雙方進行接觸。         |
| 1981/10 | 阿富汗戰爭。由洛夫夏凱爾支援的游擊隊起義，對佔領阿富汗的蘇聯軍動發動攻擊。ACV初次投入實戰，洛夫夏凱爾傭兵駕駛ACV獲得碩大戰果。                       |
| 1981/10 | 洛夫夏凱爾將ACV技術提供給各大國，各自開始進行開發。                                                                                                  |
| 1981/11 | 中亞解放組織（CALO）成立。包含阿富汗在內的中亞聯邦成員國宣言對抗蘇聯，形成一大勢力。                                                                 |
| 1982    | 西歐各國為確保資源而強化對伊拉克的軍事支援，而CALO支援伊朗的情況下使兩國戰事長期化。                                                                 |
| 1982/11 | 蘇聯布里茲涅夫總書記去世。尋求重建的東歐與阿富汗的戰事陷入混亂，加深了蘇聯國內強硬派與穩健派的對立。                                                 |
| 1982/12 | 日中共同聲明（上海宣言）。中日兩國宣言發展概括性的協力體制，並締結條約與修改國內法。東亞各國表示支持，開始由中日兩國為首的東亞體制。                 |
| 1983/04 | 中、日成立次世代能源技術研究機構（NETRO），開始次世代動力機構的開發。                                                                                |
| 1983/05 | 東南亞國協解散，東亞各國在中、日主導下重組成東亞國協（AEAN）。                                                                                       |
| 1983/05 | 東亞資源開發機構（OEAED）成立。開始超國家的複數資源採集計畫。                                                                                        |
| 1984    | ACV應用於海底挖掘，技術面進一步革新。開始進行次世代ACV的研究開發。                                                                                   |
| 1984/02 | OEAED在黃海及馬來西亞海域發現世界最大的天然氣資源。                                                                                                  |
| 1985/10 | 德國統一。受東歐各國獨立與德國統一鼓舞而渴求歐洲統合的革新派，以及對阿富汗勢力擴大抱持警戒態度的保守派，雙方開始產生對立，西歐各國勢力開始受到影響。 |
| 1986/06 | 極東聯合成立。在中、日主導下由東亞及東南亞各國所組成。                                                                                               |
| 1986/11 | 接受西歐支援的伊拉克因各國局勢不安的影響節節敗退，幾乎瀕臨潰敗。                                                                                     |
| 1987/01 | 極東聯合以支援少數民族為理由介入中東事務，支援伊拉克。                                                                                               |
| 1987/01 | 次世代ACV「HOUND」初次投入實戰，多數傭兵投入戰場。                                                                                                   |
| 1988    | 此時洛夫夏凱爾將HOUND供應給各國，開始各自的獨立研發。                                                                                                |
| 1988/03 | 戈巴契夫就任蘇聯總書記。 |
| 1988/08 | 兩伊戰爭結束。在極東聯合主導下，伊朗與伊拉克各自再分割。                                                                                             |
| 1989/01 | 伊朗北方出現多數獨立國家。於黑海沿岸尼洛姆斯地區沙卡爾王國於睽違兩世紀後再度復國，國王沙卡爾14世即位。                                               |
| 1989    | 面對積極在中東擴張勢力的極東聯合，美國加強其警戒意識，介入歐亞事務的輿論開始蔓延。                                                                   |
| 1989/01 | 此時各勢力相繼發表本身所研發的HOUND。 |
| 1990/07 | 東歐戰爭停戰協議開始（蒙特婁會議）。 |
| 1991/08 | 車諾比發電廠因武裝衝突爆炸。蘇聯使用核武傳言流出，為調查事故真相美國介入。                                                                           |
| 1992/03 | 東歐戰爭結束（馬賽停戰條約）。 |
| 1992/06 | 東歐勢力佔領區多數獨立國家成立，黑海尼洛姆斯地區塔拉其亞民主共和國成立。                                                                             |
| 1993/04 | 阿富汗戰爭結束（京都停戰條約）。 |
| 1993/10 | 阿富汗中亞聯邦成立，由舊阿富汗及中亞佔領國組成聯邦國家。                                                                                             |
| 1994/04 | 蘇聯鷹派發動政變，以舊軍人為中心的反停戰反政府勢力在莫斯科等主要城市發起行動。                                                                       |
| 1994/07 | 蘇聯東西分裂。政變以不完全成功的狀態下結束，國家一分為二，反政府勢力宣布自蘇聯獨立。                                                                 |
| 1994/07 | 大蘇維埃社會主義共和國、俄羅斯共和國成立。 |
| 1995/09 | 中亞獨立運動。為防範大蘇維埃的再統一與極東聯合壓力下，中亞聯邦承認多個國家的獨立。                                                                   |
| 1996/01 | 阿富汗中亞聯邦佔領區多個國家成立，黑海尼洛姆斯地區摩士可伊共和國宣布獨立。                                                                           |
| 1997    | 黑海沿岸資源開採盛行，吸引來自歐洲國家多數移民湧入。                                                                                                 |
| 1997/10 | 沙卡爾王國於國內發現世界最大天然氣油田儲藏，引發該地區各國的關注。                                                                                   |
| 1998/03 | 黑海戰爭。大蘇維埃為謀求再統一對割讓地區出兵，美國、西歐擔憂使用核武而介入。                                                                         |
| 1999    | 隨著HOUND生產數量的增加，更高度化的小隊戰術被提出，確立6架HOUND一隊的運用基礎。                                                                      |
| 2000/08 | 黑海戰爭以歐美方的勝利結束。美國在該區各地留下駐紮軍隊。                                                                                             |
| 2001/02 | 摩士可伊中南部城鎮愛蓋爾發生大規模恐怖攻擊，舊蘇聯勢力所為的流言傳出。                                                                               |
| 2002    | 塔拉其亞國內美國影響力增強。 |
| 2003/05 | 塔拉其亞發生多起反美、反政府運動。 |
| 2004/07 | 沙卡爾非法移民所為戰鬥行為頻發。 |
| 2004/10 | 塔拉其亞－摩士可伊境內恐怖組織「尼洛姆斯解放戰線」被消滅。                                                                                           |
| 2005/06 | 小規模武裝衝突不斷，尼洛姆斯3國各自進行本國軍隊HOUND的配置。                                                                                         |
| 2005/09 | 沙卡爾境內比拉耳淨水場爆炸。 |
| 2006/01 | 沙卡爾宣布於邊界城鎮塔金建設防衛性軍事設施。 |
| 2006/06 | 尼洛姆斯戰爭爆發。 |

## 國家
黑海沿岸稱為尼洛姆斯的架空地區存在塔拉其亞、沙卡爾、摩士可伊三個架空國家，玩家一開始選定效力國家後，除非符合下列狀況之一否則無法任意更改：
1. 選定後經過（現實時間）兩星期
2. 所屬國家滅亡（首都被攻陷）
3. 戰爭結束（一國攻陷另兩國首都），新的戰爭開始

各國HOUND零組件各有優缺點，玩家為了收集所有零件往往要流轉於三個國家之間（遊戲中可以抽選擄獲的他國零件，但種類和數量都很稀少）。

### 塔拉其亞民主共和國 Democratic Republic of Tarakia
面積：68540平方公里

人口：452萬人

人口密度：65.95人/平方公里

首都：塞雷斯（Xeres）

民族：自歐洲與周邊各國移民組成之多民族國家

官方語言：英文

宗教：多種宗教、教派混合

政體：共和制

國家元首：總統（任期四年）

議會：兩院制（任期四年，定額218人）

政黨：塔拉其亞保守黨與民主黨組成之兩黨制，其他有自由聯合、民主同盟、塔拉其亞自由連線、青黨等小黨。

內政：
尼洛姆斯地區最大的多民族國家。雖是自東歐戰爭中獨立的國家，仍不能否定背後有著為了牽制舊蘇聯與阿富汗勢力的西歐各國介入。此後由各地移居而來的移民，構成了國家的基礎。受到在黑海戰爭之後，由孤立主義轉為對歐亞大陸事務尋求支配權的美國的強大影響，現今政權的施政亦對美國的意願作優先考量。國家的歷史還相當短暫，而多數國民為移民而來的緣故，國民的國家與整體性意識較薄弱，是目前該國的隱憂。
外交與國防：
在美國的支援下擁有尼洛姆斯地區規模最大的軍隊。軍隊與國家同為多民族成員組成的集合體，所配備的武器因而比起性能而較重視操作方便性，偏好以物量壓制對手為前提的簡單戰術與戰略。
經濟：
主要產業：農業、鋼鐵、機械
主要貿易輸出品：機械製品、食品、纖維
主要貿易輸入品：機械製品、礦物（石油、天然氣）
主要貿易輸出國：俄羅斯共和國、摩士可伊共和國
主要貿易輸入國：美國、西歐各國、沙卡爾王國
貨幣：塔拉其亞元（Tarakia dollar）
主要援助國：美國
HOUND武裝特性：
性能、價格平均，優點是安定易使用，反過來說缺乏特徵而欠缺決定性。武裝種類繁多。

### 沙卡爾王國 Kingdom of Sal Kar
面積：20,800平方公里

人口：228萬人

人口密度：109.62人/平方公里

首都：卡拉（Qara）

民族：大多數具有同一民族性，幾乎可視為單一民族國家

官方語言：沙卡爾語

宗教：除少數移民外，大多數信奉沙卡爾傳統宗教

政體：君主立憲

國家元首：國王沙卡爾十四世，實際施政由最高執政官（任期四年）負責

議會：一院制（任期四年，定額52人）

主要政黨：
雖擁有多數政黨但政策主張的相互對立很少。有沙卡爾統一黨、沙卡爾國民會議、人民運動黨、國民黨等等。
內政：
建立與奧斯曼土耳其帝國同源的沙卡爾王朝，擁有悠久歷史與傳統的民族。在一度興盛的王朝覆滅之後，人民經歷了漫長艱辛的歷史，在中東地區重新集結達成了復興使命。在尼洛姆斯三國中規模最小，國土大半都被沙漠覆蓋，以食物為主的主要資源都仰賴進口的國家。而在領土內發現龐大的地下資源儲藏之後，不僅只週邊各國而更一躍成為全世界的注目焦點。
外交與國防：
基於獨特的宗教觀，以避戰為綱領，國防政策重視本國的防衛。但另一方面，對軍備的擴充採取相當積極的態度。配備的武器幾乎都是極東聯合的系統，有許多高性能的最新型武器。與其他兩國相比兵員數處於劣勢，在此狀況下國民的危機意識相對較高，而在民族意識的幫助下更凝聚了高度團結力，士官兵的士氣與素質都相當高。
經濟：
主要產業：天然氣、石油
主要貿易輸出品：天然氣、石油
主要貿易輸入品：機械、食品
主要貿易輸出國：極東聯合、塔拉其亞民主共和國、摩士可伊共和國
主要貿易輸入國：極東聯合
貨幣：齊雅（Ziyad）
主要援助國：極東聯合
HOUND武裝特性：
擁有許多輕量高性能的零組件，單體性能傾向突出。設計上的複雜性也相當獨特。容易構築出高機動性的機體，而在耐久性能方面有不少問題。價格偏高種類少也是缺點。

### 摩士可伊共和國 Republic of Morskoj
面積：62380平方公里

人口：358萬人

人口密度：57.39人/平方公里

首都：奧斯托夫（Ostrov）

民族：過半數為摩士可伊原住民族，亦有許多週邊前蘇聯國家的移民

官方語言：摩士可伊語、俄語

宗教：多數為舊俄羅斯系宗教，受原住民風俗習慣影響，有著獨自的特色

政體：共和制

元首：總統（任期四年）

議會：一院制（任期四年，定額138人）

主要政黨：民族政黨聯合團體「祖國」占絕對多數，其他有摩士可伊人民黨、勞動者黨、摩士可伊共產黨、青年黨等等。

內政：
擁有與塔拉其亞並立國土的尼洛姆斯地區第二大國。幾乎為單一民族組成的國家，前蘇聯時期在中央指導下為受壓迫的少數派，在阿富汗戰爭之後達成民族自決獨立的願望。國土多為險峻的山地，且多半位於積雪地區而難以開發。雖有豐富的礦藏，但在前蘇聯時期無計畫的濫採之下，有著埋藏量大幅減少等問題。國家面對的最大課題，是繼承原宗主國蘇聯的思想而向摩士可伊謀求再統一的大蘇維埃社會主義共和國。
外交與國防：
與大蘇維埃社會主義共和國處於對立關係，內部常處於緊張狀態。人民的民族意識高漲，因此軍隊整體士氣也相當高。與俄羅斯共和國關係（因同樣與大蘇維埃社會主義共和國對立）較為良好，配備的武器幾乎全為俄羅斯製品。偏好重裝甲、重武裝的傾向、反映出樸實剛強的豪放氣質。
經濟：
主要產業：礦業、林業、農業、冶金與金屬加工
主要貿易輸出品：煤礦、鐵礦、木材
主要貿易輸入品：機械製品、礦物（石油、天然氣）
主要貿易輸出國：俄羅斯共和國、大蘇維埃社會主義共和國、塔拉其亞民主共和國
主要貿易輸入國：俄羅斯共和國、沙卡爾王國
貨幣：以司拉（Isra）
主要援助國：俄羅斯共和國
HOUND武裝特性：
以巨大厚重為特徵，堅固而耐久性高，有許多大型的零組件。武器幾乎都是重火力型，容易構築出具有強大戰鬥力的HOUND。整體種類略少，亦不適合高機動力的構築。

## 單機故事模式 Story Mode
單機模式中玩家扮演洛夫夏凱爾的派遣傭兵，先後受雇於三個國家且經歷了戰爭爆發前各國之間的摩擦與衝突。關卡分為六個角色各七關，加上一開始的綜合演練以及最終任務，總共有44個關卡。
綜合演練
身為甫加入洛夫夏凱爾的新人，接受教官的指示，學習HOUND的基本知識與操作。
攻擊手任務
時間：2003年5月
所屬國：塔拉其亞民主共和國
接受塔拉其亞的反政府組織討伐部隊的指揮，進行消滅叛亂的行動。
狙擊手任務
時間：2004年10月
所屬國：塔拉其亞民主共和國
隨同塔拉其亞國境警備隊進行邊界附近的巡邏警戒。
守衛任務
時間：2001年2月
所屬國：摩士可伊共和國
在摩士可伊的中南部城鎮愛蓋爾，與當地警備隊一同行動。
斥侯任務
時間：2005年9月
所屬國：摩士可伊共和國
與摩士可伊特務部隊進行鄰國間諜的搜索追擊任務。
重砲手任務
時間：2004年7月
所屬國：沙卡爾王國
玩家被派遣到沙卡爾維安部隊，掃除非法移民組成的武裝組織。
指揮任務
時間：2005年6月
所屬國：沙卡爾王國
以戰術訓練官的身分協助沙卡爾新成立的HOUND部隊進行演習。
最終任務
時間：2006年1月
玩家被招回洛夫夏凱爾，進行一項機密任務：驅逐在沙卡爾的邊界城鎮塔金出沒的不明HOUND部隊。

## 線上對戰模式 World Mode

### 尼洛姆斯戰爭 Neroimus War
進行尼洛姆斯戰爭時，須先在主地圖上選擇地區（未與敵方勢力接觸的地區無法選擇），其次在該地區內三至四個戰場中選擇其一，進入作戰簡報室。在作戰開始前若有敵方勢力玩家進入同一戰場，會在簡報室中顯示出來。於簡報室中可進行HOUND調整、選擇我方司令部位置（通常有2~5個位置可供選擇，且敵方司令部位置選擇何處無法得知）、與我方盟友語音交談等等。若一方玩家數量不足，開始時會自動加入隨機選擇由電腦操控的HOUND，因此就算戰場只有一人也可進行對戰。相對的在多人對戰中電腦缺乏與其他玩家聯合作戰的AI，因此人數少的一方相較不利。
一場作戰限定15分鐘，一方達成下列三項條件之一即為獲勝：
1. 摧毀所有敵軍HOUND者——殲滅勝利
2. 摧毀敵軍司令部者—— 司令部破壞勝利
3. 雙方都有一架以上HOUND存活且司令部皆未被摧毀，而佔據COMBAS數目較多者——COMBAS佔領數優勢勝利

若皆未達成，則為平手。
一場作戰結束後，玩家不論獲勝與否都會進行結算。所有機體都有其出擊的固定支出、彈藥費用與燃料費（分別視機體構築、作戰中彈藥消耗與作戰時間長短而定），若機體有零件受損也要支出修理費用。勝利的一方將會獲得相當高額的獲勝報酬，而不論獲勝或失敗都能獲得少許的國家支援金。
作戰獲勝的一方可以增加該戰場的佔領點數，失敗的一方則會減少。當攻方佔領點數達到上限即可獲取該戰場的控制權，此後進入該戰場時攻守位置（司令部起始位置）將會互換。當一地區內過半數戰場被攻方拿下，該地區的控制權會轉為攻擊方所有，攻方可以此地區為基地將勢力繼續向前延伸。各國的首都亦為作戰地區之一，當首都遭攻陷則該國家滅亡。隸屬該國的玩家可以作為游擊隊繼續在首都作戰以奪回控制權（復國），或是改變所屬國家繼續作戰（流亡）。當一國攻陷另兩國首都時該次尼洛姆斯戰爭即結束，而新的戰爭會立即開始（各國恢復戰前勢力範圍）。

### 自由對戰 Free Match
自由對戰分為排行對戰（Rank Match）與玩家對戰（Player Match）兩種，前者的結果會反映在排行榜上而後者則否。對戰不須支出費用但也無法獲得報酬。又分為下列八種規則：
以下三種限定兩個團隊對戰
標準 Standard
勝利條件與尼洛姆斯戰爭相同。
搶旗 Capture the Flag
將敵方司令部的旗幟帶回我方司令部可得分，得分多者獲勝，被擊毀則旗幟消失。
COMBAS守護 COMBAS Keeper
時間結束時佔領較多COMBAS之一方獲勝。
以下五種可團隊對戰或個人混戰
殊死戰 Deathmatch
在有限的時間與彈藥下爭奪HOUND擊墜數的王座。
無限戰 Unlimited
無彈藥限制的殊死戰。
生存戰 Survival
最後存活下來的人獲勝。
護旗 Keep The Flag
類似搶旗，而持有旗幟的時間越長得分越高，被擊毀則旗幟轉由擊墜者持有。
破壞 Break All
各自破壞地圖上的目標物（包含敵HOUND）獲取分數，得分高者獲勝。

### 個別任務 Mission
提供數個關卡供單人或團隊進行挑戰，在十分鐘內盡可能清除地圖上電腦操控的部隊（只會出現戰車、ACV與固定砲塔而無HOUND）。任務結束後可獲得報酬（但遠少於進行尼洛姆斯戰爭的報酬）且不論成功與否都不須支出費用。

## HOUND
本作設定太陽閃焰的異常活動下，電子儀器與電磁波的使用受到極大的限制，如飛機、雷達、飛彈等幾乎無法正常運作。因而在此環境下進行的戰鬥以地面上的目視射擊作戰為主，為了適應這種戰場而特化出現的兵器，即為本作的主力兵器HOUND。
HOUND是一種擁有高度機體構築自由性的機動兵器，遊戲中只要裝有腳部及駕駛艙，長寬高在一定範圍內且未超出腳部最大載重量，任何形式的構築皆能出擊。但是為了完全發揮性能須裝置許多零件，單憑駕駛艙的緊急發電機無法負荷，因此外加發電機在絕大多數構築中可說是必須配備。因為構築的高度自由性與一般機器人不同，除了腳部以外的零件並沒有部位的概念，不違反構築規則（武器射線上不能有其他零件、零件除連接點以外不得與其他零件接觸、足部以外的零件不得觸地等等）下各種零件皆可以裝設於任何位置。
雖然構築自由性極高，但製作出擁有對應各種距離武裝與縱橫全場速度的萬能型HOUND，下場往往是作出各方面皆不精的半調子機體。因此在多人連線狀況下，與同伴分配角色各斯其職的機體構築是相當重要的。而在對戰中除了求勝以外，觀賞雙方展現自己的創意“作品”也是相當有趣的。

## 角色
本作的特色之一是將一個分隊的成員分配為不同角色（RT=Role Type），各自要求不同的技術與機體構築。

### 攻擊手 Attacker,Soldier
此角色日文稱作Attacker而海外稱Soldier，擅長中近距離戰鬥的前鋒。主要任務是攻擊敵方主力HOUND與維持戰線，並視情況突入敵據點。作為隊伍的主攻，需要能結合擊破或至少重損對方機體的火力以及能夠迴避炮火與轉移位置的機動力。

### 狙擊手 Sniper
以長距離狙擊為主要任務。可分為以慢速重火力伏擊給予重傷害的重狙擊手，以及快速輕裝打游擊戰的輕狙擊手。本作品的彈道與彈速皆可目視確認，因此長程射擊需要高度偏差射擊技術。一個熟練的狙擊手能帶給敵方極大的壓力，為隊上的重要戰力。

### 守衛 Defender
防衛我方據點及護衛戰鬥力較低的成員。實際上許多會兼任前線後方的支援，純粹的守衛不多。通常要求一定程度的機動力與迅速摧毀或驅逐敵機的重火力。

### 重砲手 Heavy Gunner
搭載多門能以爆風作廣範圍攻擊的榴彈砲，於後方進行火力支援。分為搭載大型火砲的低速大火力型與搭載小型火砲的快速中距離支援型。前者在後方以重裝火力作長程炸射，後者以機動力接近前線砲擊掩護友軍。由於榴彈砲擁有相當高的泛用性，重砲手兼任攻擊手的戰術也很常見。

### 指揮 Commander
搭載NA產生器的機體。指揮能在地圖上我方NA範圍內掌握敵我雙方機體位置，並提供情報與指示給友軍。在多人連線對戰中，指揮的有無影響戰鬥進行甚巨。由於NA產生器的重量與耗電量高，指揮機通常只有輕裝火力。可分為捨棄大部分武裝的高速移動形與裝設長射程武器的後方支援形。

### 斥侯 Scout
主要任務為偵查、誘敵、擾亂及佔領COMBAS。本身要求高機動力所以武器通常只有最低限度，戰鬥力不高但敏捷的移動對慢速機體仍是不可忽視的威脅。多人遊戲中純斥侯不多見，通常會兼任攻擊手、狙擊手或指揮，亦有不少趁敵不備快速破壞司令部的機體。

## HOUND構築零件

### 駕駛艙
HOUND構築必要零件之一，除了駕駛座以外還有裝置主控電腦以及輔助發電機，堪稱HOUND的心臟。如駕駛艙遭破壞HOUND即判定遭擊毀而無法戰鬥，因此構築上須要求一定的耐久性。如攻擊手等常在前線戰鬥的機體往往裝設較重型的駕駛艙，而狙擊手、重砲手及斥侯等為了增強火力或機動力，通常會選擇較輕型的駕駛艙。
駕駛艙主控電腦內的系統裝置分為驅動控制（影響移動速度）、武器控制（影響武器射擊總數以及精度）、機體控制（影響衝擊安定性及機身轉向速度）三種，各自能更換不同的組件以提升機體性能，但是較高階的組件須佔用較多的硬體插槽。越重型的駕駛艙其主控電腦所擁有的插槽數量越少，這點在構築上須留意。
構築上駕駛艙正面必須朝前，但不限定裝置於機體正面或中心，就算前方視線被其他零件遮蔽也無所謂（遊戲中無駕駛艙視點只有第三人稱視點）。只要駕駛艙健在就算其他部位被破壞HOUND仍舊能活動，因此將其他零件裝置在駕駛艙四周減少其暴露面積，可以有效減少駕駛艙在戰鬥中所受的損傷，進而提高存活率。
如果駕駛艙以外的零件被破壞，該零件就會失去功用，如果該零件又受到損傷，傷害會直接傳導到駕駛艙，即使該零件並未與駕駛艙相鄰接亦同。因此考慮保護駕駛艙時，也要注意該零件是否足夠堅固，否則反而會有反效果。最常用的保護零件是追加裝甲和連結器，也有不少以武器作防護的構築。

### 足部
HOUND構築必須零件之二，選擇足部是構築的第一歩，足部的特性往往也決定了HOUND的構築大方向。所有足部零件各自有設定不同的載重量，HOUND總重超過該數值則無法出擊。當HOUND從陡坡滑落時足部有可能受到傷害，傷害多寡視機體重量與滑落高度而定。足部遭到破壞時依然能夠移動，但移動速度、機身旋轉、衝擊耐性等數值會大幅降低。戰鬥中受到傷害的可能性亦相當高，因此耐久性也是構築的考慮事項之一。當發射高後座力武器或是遭受強力攻擊時足部會暫時停止移動。
二足 Biped
外型類似人類雙腳的前曲型足部，擁有頗高的速度且轉向性能優異，適合迴避時的不規則運動。由於耐久性不算太高因此須搭配一擊脫離或是偷襲敵機後方的戰法。衝擊安定性較弱而不適合高後座力武器。
逆關節 Reverse Joint
外觀類似鳥類的反曲型足部，機動性不如二足但擁有較高的載重量與衝擊安定性，適合搭載高後座力的武器。各項性能平均，沒有明顯的缺點且能適應各種武裝，是遊戲中最普及的足部零件之一。
四足 Myriapod
如爬蟲類般四隻腳構成的足部。擁有足部中最高的載重量、衝擊安定性與厚重裝甲，適合搭載大量的重型武器。但移動與轉向速度極低，對後方的偷襲缺乏反擊應對能力。
履帶 Cataerpillar
如同履帶裝甲車輛的足部。載重量與裝甲遜於四足但有較佳的機動性與優秀的轉向速度，是遊戲中另一個足部零件大宗。然而與現實不同的是衝擊耐性不高（遊戲中在逆關節之下），較不適合搭載過多重武器，體積龐大容易中彈也是弱點。
氣墊 Hovercraft
可以在水面上高速移動的氣墊船型足部。優點是機動性高能作出高速急迴轉，且在許多地型都能迅速移動不留痕跡，缺點是載重量與加、減速性能極低且上坡速度易受影響。因本身移動特性，是唯一能用高後座力武器作移動射擊的足部（發射瞬間移動輸出歸零，但因為減速性能低，機體會因為慣性繼續移動）。
四輪 Wheels
與一般汽車類似的輪型足部。加、減速性能與載重量超越氣墊，而上坡的速度不易降低。但無法原地小範圍轉向，在沙地與雪地等軟性地面速度會下降。整體而言適合高速一擊脫離的輕裝足部。

### 武器
武器分為重型武器和輕型武器兩大類。前者擁有高破壞力，但體積龐大且重量與耗電量高；後者雖然威力較弱，但體積小（大多數輕型武器都具有規格化六角形外框，適合多門集束構築使用）種類多，構築上較具彈性。

#### 彈藥種類
遊戲中許多武器可以更換不同種類的彈藥，以下列出所有彈藥的種類。彈藥主要分為KE（Kinetic Energy，動能）與CE（Chemical Energy，化學能）兩種屬性，前者威力會隨距離延長而下降，後者則不變。另外遊戲中絕大部分HOUND零組件對CE的防禦能力比對KE防禦能力低。
AP（Armor Piercing）
一般的穿甲彈，KE屬性，用於機槍、突擊步槍、狙擊槍等。
HE（High Explosive）
有爆炸範圍的高爆彈，KE屬性，用於榴彈發射器、榴彈砲、迫擊砲等。
APFSDS（Armour Piercing Fin-Stabilised Discarding Sabot）
大口徑火砲用尾翼穩定脫殼穿甲彈，KE屬性，用於重型火砲、狙擊砲、加農砲等。
HEAT（High Explosive Anti Tank）
反裝甲榴彈，CE屬性，用於火箭砲、狙擊砲、加農砲等。
Smoke
煙幕彈，製造煙幕遮蔽視線，攻擊力幾乎可忽略，用於迫擊砲。
Illumination
照明彈，提供夜間暫時照明，攻擊力幾乎可忽略，用於迫擊砲。
Incendiary
燒夷彈，威力極弱，主要用於使敵機過熱，用於榴彈砲、迫擊砲等。

#### 重型武器 Large Arms
重型火箭 Huge Rocket
一次發射多枚短程火箭，單發攻擊力中等且無後座力，裝填時間短而有些許爆炸範圍，適合近距離範圍轟炸。雖然可以高仰角拋物線作中距離攻擊，但擴散發射的特性導致精度不佳，實際運用以近距離連續發射的彈幕壓制為主。
重型火砲 Huge Cannon
大型曲射火砲，射程涵蓋與爆炸範圍大威力強，由於砲彈以拋物線飛行故需要相當的落點預測技術，中近距離也可以低仰角直射對付敵機，但主要是以其爆炸半徑作範圍攻擊的武器，近距離使用自機也容易受爆風波及。可以改用翼穩脫殼穿甲彈，擁有超強力的直射攻擊力但完全失去爆炸範圍，泛用性不如高爆彈。
飛彈 Missile
射出短程紅外線導引飛彈，有著不錯的攻擊力，裝填快速但彈藥量少。不須鎖定發射後自行尋找目標（發熱體，如HOUND的發電機、ACV、砲塔、裝甲車輛等），遊戲中唯一具有追蹤性的武器。

#### 輕型武器 Light Arms
機槍 Machinegun
單發子彈威力低，以快速連射補足的武器。雖然容易命中，但是對付重裝甲的目標時的攻擊力不佳，適合應付高速或輕裝甲的目標。由於威力弱重量輕，構築上以多門集束使用為主。堪稱泛用性最高的短程武器，彈藥量非常多，也具有摧毀司令部的總火力（當然需要較長時間），是輕裝HOUND攜行的主流武器。
榴彈發射器 Grenade
以拋物線投射出高威力小型榴彈的近距離武器，沒有瞄準輔助因此運用上需要相當技術。與火箭一樣可以用高拋物線中距離攻擊，同樣的效率依舊不高。爆炸半徑小但是威力相當強，多發命中就能短時間將對方武器破壞，遊戲中的強力武器之一。但是暴風傷害不分敵我，雖是近距離武器，在極近距離使用上仍有相當限制。
火箭 Rocket
重型火箭的小型化版本，保有不遜於大型版本的威力但裝填時間大幅延長。射擊時無後座力因此輕量HOUND也能搭載，但是重量與其他輕型武器相比偏高，因此多門搭載仍須有高載重量足部。火箭彈本身在發射後加速，跟普通砲彈比初速較慢而尾速較高。火箭彈可以飛行相當長的時間，利用上坡地形以大仰角發射也能做到與榴彈砲相同的長程曲射砲擊，但需要相當高的熟練度。
火箭砲 HEAT Rocket
發射錐形裝藥彈頭的火箭推進榴彈，裝填時間極短且攻擊力強無後座力，於近距離戰威力不容小看。缺點是初速極慢彈速也不算快，因此需要精確計算前置量。與火箭不同的是射程短只能攻擊近距離目標。
散彈槍 Shotgun
一次發射多發子彈的武器，近距離全彈命中的威力很強，對付重裝甲目標與司令部也有不錯效果。擴散發射的特性對高速目標也能有效命中，但距離拉長威力就會大幅衰減。以近距離武器來說裝填時間偏長，易於使用而攻擊效率不突出的平均型近戰武器。
突擊步槍 Assault Rifle
威力、射程、裝填速度皆有一定水準，能適應各種狀況的萬能型中距離武器。由於近距離的傷害效率不高，射程與攻擊力又不如狙擊型武器，斷續的發射特性也缺乏瞬間爆發力。理想的運用方式是維持在中距離，一邊閃避敵方炮火一邊對敵機作持續攻擊，高度的迴避判斷力與持續命中的精準度是此武器的活用關鍵。
狙擊槍 Sniper Rifle
威力與射程更勝突擊步槍一籌的長距離武器，相對的彈藥量大幅減少，裝填時間也較長。由於總火力不如突擊步槍而射程與威力也不如狙擊砲，多半運用於輕裝狙擊機體。由於裝有高放大倍率的瞄準鏡頭，並不適用於近距離的戰鬥。
狙擊砲 Sniper Cannon
擁有最長射程的高威力直射武器，能一擊給予極大傷害。彈藥量極少而裝填時間非常長，多半由重狙擊機體以數門集束使用，實行確實命中弱點的一擊必殺戰法。與狙擊槍同樣不適合近戰。
加農砲 Cannon
與現實世界不同，在本作中是短射程的直射火砲，可視為狙擊砲的短程版。瞬間攻擊力極高且裝填時間並不長，近戰傷害效率能與火箭砲分庭抗禮，對司令部亦有相當高的傷害力。缺點是重量與後座力大，限制了能裝設的機體種類。
榴彈砲 Howitzer
重型火砲的小型版，以較低的爆炸威力和彈藥量換取輕量化，後座力也較低。遊戲中常用多門集束同時發射作地毯式轟炸，從遠程曲射到中近距離平射，攻擊敵HOUND與司令部皆能勝任的萬能武器（當然拋物線型的彈道特性需要相當時間的練習，爆風範圍也限制了極近距離的使用）。缺點是偏高的重量與後座力，以及略嫌不足的彈藥數。
迫擊砲 Mortar
以高仰角發射榴彈的武器。雖然裝填速度快但是射程頗短，砲彈本身的威力也很有限，多半作為輔助武器使用。亦能改用燒夷彈、煙幕彈或照明彈等輔助彈，但夜戰時裝設夜視鏡更為有效的狀況下，以前兩者較多人運用。
地雷 Land Mine
散佈數枚地雷，用於阻滯HOUND（當然不分敵我）。雖然威力強但裝彈量少無法大量設置，使用廣範圍武器（如榴彈砲）亦能輕鬆在雷區引爆開路，阻滯功用大於傷害作用。如不事先設好陷阱很難發揮作用，使用者不多。
炸彈投射器 Bomb Dispenser
放出數枚定時炸彈，約四秒鐘後自動引爆，適合破壞司令部。雖然威力極強，但是無法提早引爆所以很難用於HOUND對戰，重量也略嫌過高，使用限制太多（泛用性低不如使用其他能破壞司令部的武器）因此遊戲中使用者極少。
突刺樁 Anti-HOUND Pile
推動金屬製圓柱作直接攻擊，類似鑿岩機的武器。射程極短（幾乎要跟目標相鄰才能命中）、容易被破壞（耐久值只有其他武器一半左右）且使用次數也少，但是擁有最高的威力，不管是對司令部還是HOUND都能造成嚴重傷害。由於重量輕巧，若能確實接近目標，多門集束使用的瞬間攻擊力無其他武器能出其右。

### 其他零件
發電機 Generator
負責供應機體電源，雖然不是HOUND構築必須零件，但絕大多數的機體構築所消耗的電量遠超過駕駛艙所能負荷，因此可說是隱藏的必須零件。動力來源是氫燃料電池，內部有影響機體活動時間長短的燃料箱。發電機都有一定的發熱值，關係到遭受燒夷彈攻擊時過熱狀態的發生與持續時間長短。
NA產生器 NA Maker
以自機為中心產生一定NA範圍的雷達裝置，擔任指揮機的必須零件。裝備此零件的機體能掌握敵我雙方在NA內（包含我方COMBAS產生的NA）HOUND、ACV與砲塔的確定位置（無法辨別詳細RT與武器種類），大幅提高索敵效果。極高的重量以及耗電量是構築上的一大難處。
連結器 Spacer
單純連結不同零件避免突出部分相互碰撞干涉，有許多連接點可連結兩個或多個零件，能大幅增加構築上的自由度。由於本身有一定重量因此不適合使用過多，擁有相當高的裝甲特性因此也常作為盾牌代替外掛裝甲使用。
輔助零件
夜視鏡 Night View
強化光源增加夜間作戰時的可見範圍，由於照明彈的燃燒時間不長，因此夜間作戰時可說是必須配備。
熱影像儀 Thermo View
強化發熱物體發射的紅外線影像，適合用在沙塵爆或風雪等視線不良的狀況。夜間使用的影像清晰度不如夜視鏡，如果HOUND裝有散熱器能減少熱影像儀投影的亮度。
地雷偵測器 Mine Detector
偵測地雷並標示其位置的裝置，但是地雷本身極少被使用（少數地圖一開始就有設置地雷，但是位置是固定的）所以也少有使用的機會。
NA干擾器 NA Jammer
類似現實世界的匿蹤科技，使用時指揮無法從NA上得知機體所在位置（敵我雙方皆同）。當然經由目視或聲納仍舊會被發現，而且有使用時間限制（使用達到規定時間就無法再使用）。一般用在負責偵查與偷襲司令部的斥侯機體。
反飛彈裝置 Missile Counter
偵測到飛彈接近自動發射熱焰彈的裝置，由於裝填時間略長於飛彈，因此遇到多枚飛彈的連續攻擊可能會來不及對應。重量輕且擁有與輕型武器相同的六角形外框，有時也被拿來當做連結器使用（但強度和自由性比較低）。
散熱器 Radiator
用於冷卻機體由發電機或敵機攻擊所產生的熱量。HOUND如果熱度超過一定範圍，機體會如同遭受攻擊般開始損壞。如果裝有散熱器能大幅降低遭受燒夷彈、火箭、飛彈等高熱量武器連續攻擊造成的過熱傷害。相反的如果沒有前述武器攻擊的危險，即使不裝設散熱器（除了能減低熱影像儀的偵測以外）也不會有任何影響。
推力風扇 Rotorcraft
可以讓機體在數秒間浮起的零件，但推力不足以讓機體爬升。HOUND從陡坡滑落時足部有可能受到傷害，滑下時適時啟動推力風扇可以讓機體毫髮無傷的從高處降下，在一些地形崎嶇的地圖可以走一般機體無法經過的路線，達到奇襲或快速脫離的效果。
外掛燃料槽 Fuel Tank
增加機體的活動時間但無法提供電力，摩士可伊製品可做連結器使用。
外掛裝甲 Armor
裝設在脆弱零件的外圍可增加機體的防禦力（與其他零件相同，如完全損壞時又遭攻擊，仍舊會將傷害傳導到駕駛艙），但無法防止榴彈造成的爆風範圍傷害。

### 洛夫夏凱爾配給零件
遊戲一開始以及完成單人模式的任務時會獲得洛夫夏凱爾配給的零件，基本上是各國零件的修改版本，性能有些許差異。跟原廠零件相比重量減輕，但是性能也相對降低。最常用到的是輕量化而裝甲特性未減少太多的連結器與外掛裝甲。

## 外部連結
- CHROMEHOUNDS 官方網站